# Philip Michael Thomas
Philip Michael Thomas, född 26 maj 1949 i Columbus, Ohio, är en amerikansk skådespelare. Han är mest känd i rollen som Ricardo Tubbs i 1980-talsserien Miami Vice.
Philip Michael Thomas har gjort rösten till Lance Vance i välkända spelet Grand Theft Auto: Vice City & Grand Theft Auto: Vice City Stories.

## Filmografi (urval)
- 2003 – Fate
- 1993 – Miami Shakedown
- 1979 – The Dark (film 1979)
- 1976 – Sparkle

## TV-serie i urval
- 1997–2001 – Nash Bridges (gästroll)
- 1984–1990 – Miami Vice